# 발다스 아담쿠스
발다스 아담쿠스(리투아니아어: Valdas Adamkus, 1926년 11월 3일~)는 리투아니아의 정치인이다. 1998년~2003년 대통령을 지낸 데 이어, 2004년 대통령 선거에서 다시 당선되어 2009년까지 재임했다. 모국어인 리투아니아어를 포함해서 폴란드어, 영어, 러시아어, 독일어를 구사할 줄 안다.
카우나스에서 태어났다. 리투아니아가 소련에 병합된 후 부모를 따라 독일로 이주했다. 뮌헨 대학교에 들어갔다가 다시 1949년 미국으로 이주하여 1990년대까지 미국에서 활동했다. 일리노이주에 정착하였으며, 한때 미군에서 복무한 적도 있다. 1960년 시카고의 일리노이 공과대학교를 졸업했다. 미국에서 리투아니아가 소련에 부당하게 병합된 것을 알리는 활동을 했다. 1970년부터 미국 환경 보호국(EPA)에서 일했으며, 1981년 로널드 레이건 대통령은 그를 중서부 일대 지역을 관할하는 지역담당관으로 임명하였다. 빌 클린턴 대통령으로부터 환경 보호국 활동 업적으로 표창을 받았고, 30년 가까이 환경 보호국에서 근무하다 1997년 퇴임하고 고국 리투아니아로 돌아갔다.
1998년 리투아니아 대통령 선거에 출마했으며, 미국 국적 문제로 자격 요건 문제가 있었으나, 당선되었다. 2002년 12월 재선에서는 1차 투표에서는 승리했으나, 2차 투표에서 롤란다스 팍사스에게 의외의 패배를 당하여, 2003년 2월 5년 임기의 대통령직에서 물러났다. 그 후 대통령인 롤란다스 팍사스가 탄핵되어 2004년 6월 치러진 대통령 선거에 다시 출마하여 당선되어 7월부터 다시 대통령직을 맡았다. 대통령 재임 중 미국과의 관계를 강화하기 위해 노력했다. 또한 우크라이나, 조지아, 몰도바 등의 유럽 연합 가입을 지지하는 반면, 러시아의 영향력에서 벗어나려 하고 있다. 2009년 5월 선거에는 출마하지 않았고 7월 임기 종료와 함께 퇴임했다.

## 역대 선거 결과
| 선거명         | 직책명              | 대수 | 정당   | 1차 득표율 | 1차 득표수 | 2차 득표율 | 2차 득표수 | 결과 | 당락 |
| -------------- | ------------------- | ---- | ------ | ---------- | ---------- | ---------- | ---------- | ---- | ---- |
| 1997~98년 선거 | 리투아니아의 대통령 | 6대  | 무소속 | 27.90%     | 516,798표  | 49.63%     | 953,775표  | 1위  |      |
| 2002~03년 선거 | 리투아니아의 대통령 | 7대  | 무소속 | 35.53%     | 514,154표  | 45.29%     | 643,870표  | 2위  | 낙선 |
| 2004년 선거    | 리투아니아의 대통령 | 8대  | 무소속 | 31.14%     | 387,837표  | 52.65%     | 723,891표  | 1위  |      |